# Levdeo
Levdeo (en chino, 雷丁) o LETIN era un fabricante chino de vehículos de motor con sede en Shandong, China, que se especializa en producir vehículos eléctricos, comercializando sus modelos bajo la marca Letin hasta 2023.

## Historia
Levdeo se fundó en 2008 y tiene su sede en Shandong. Originalmente era una empresa de vehículos eléctricos de baja velocidad que producía vehículos eléctricos de vecindario.
En enero de 2019, Levdeo adquirió Yema Auto para ingresar al mercado de vehículos eléctricos de tamaño completo. Levdeo reveló planes para reorganizarlo estratégicamente, con planes para lanzar vehículos eléctricos construidos sobre plataformas de vehículos de gasolina Yemo existentes y plataformas mejoradas de vehículos eléctricos de baja velocidad bajo la marca Letin recientemente lanzada.
Levdeo lanzó el i3 bajo la marca Letin en 2019. El i3 está disponible en 3 variantes, el i3 Base, la versión i3 K y el i3 Comfort. Sus dimensiones miden 3420 mm × 1500 mm × 1570 mm, y una distancia entre ejes de 2297 mm, con un peso en vacío de 830 kg. Se necesitan 9 horas para cargarse completamente. The base price is ¥62,800.
El i5 también se lanzó bajo la marca Letin en 2019. Está disponible como modelo i5 Base y modelo i5 Comfort. Mide 4055 mm × 1630 mm × 1510 mm. La distancia entre ejes es de 2400 mm y su peso es de 1010 kg. Su precio base es de 75.800 yenes.
El tercer vehículo de Levdeo fue el Letin i9, que se lanzó en 2020 sobre la misma plataforma que el Yema T60 (博骏, Bojun), o esencialmente un Yema EC60 rebautizado. Sus dimensiones son 4360 mm × 1830 mm × 1660 mm, una distancia entre ejes de 2550 mm y un peso en vacío de 1510 kg. Se necesitan 7 horas para cargarse completamente. Cuesta ¥115.800.
Desde entonces, todos estos modelos han sido descontinuados en el mercado chino, con su línea reducida a los nuevos hatchbacks Mengo y Mengo Pro.
En mayo de 2023, Levdeo se declaró en quiebra según el tribunal de la ciudad de Weifang del condado de Changle. 

## Vehículos
- D30 (2014–2019)
- D50 (2014–2019)
- D70 (2015–2019)
- i3 (2019–2021)
- i5 (2019–2021)
- S50 (2019–2021)
- E60 (2019–2021)
- Lotto (2019–2021)
- i9 (2020–2021)
- Coco (2020–2022)
- Letin Mengo (2020–2023)